# ふくたん
ふくたんは、福島県にある放送局福島テレビ（FTV)･(FNN・FNS系列）のマスコットキャラクター。

## 概要
- 2002年、自社番組『Lばんテレポート』内の一般公募により採用。ちなみに、福島県の放送局で初のマスコットキャラクターとなった。

## 特徴
- 性別：男
- 種族：福ぶくろ犬
  - 頭の福袋の中には幸せがいっぱい詰まっている。
- 性格：のんびりのんきで、かなりオッチョコチョイ
- 好物：おいしいもの（特に肉まん）。

## コラボレート
2003年にファミリーマートとの共同企画により「ふくたん」のイラストが入ったゼリー3種類とパン3種類が東北4県の地区・期間限定にて販売された。
- ファミリーマートのニュースリリース（ふくたんのゼリーデザート）
- ファミリーマートのニュースリリース（ふくたんパン）

また、2007年2月9日から3月12日まで福島県内のファミリーマートにて関連グッズが販売されていた。

## その他
- デジタル放送のオープニング・クロージングでは、ふくたんが登場する映像が流れていた。
- 「ふくたん.com」では、ふくたんのプロフィール紹介されていて、スポットCM、壁紙等をダウンロードすることができる。
- ステーションブレイクの合間に「ふくたんの絵描き歌」や「気づけばフフフ」というスポットCMが流れることがある。
- サタふく内のコーナー「いぐさひできの自転車でGO!」では2007年8月18日放送分から音声のマイクにふくたんのぬいぐるみが取り付けられた。

## 福島県内テレビ局の他局のキャラクター
- 中テレくん - 福島中央テレビ
- ときまる - 福島放送
- ロッキュン - テレビユー福島